# Craig McLachlan
Craig Dougal McLachlan (ur. 1 września 1965 roku w Sydney, w Nowej Południowej Walii) – australijski aktor, piosenkarz, muzyk i kompozytor.

## Dyskografia

### albumy studyjne
- 1990 - Craig McLachlan & Check 1-2 ("Craig McLachlan & Check 1-2") ^
- 1991 - Hands Free
- 1992 - The Rocky Horror Show'
- 1993 - Grease
- 1995 - The Culprits ("Craig McLachlan & The Culprits")

### single
- 1989 - Rock The Rock ("Craig McLachlan & Check 1-2")
- 1990 - Mona ("Craig McLachlan & Check 1-2")
- 1990 - Amanda ("Craig McLachlan & Check 1-2")
- 1990 - I Almost Felt Like Crying ("Craig McLachlan & Check 1-2")
- 1991 - 'On My Own
- 1991 - One Reason Why
- 1992 - I Hear You Knocking
- 1992 - Time Warp
- 1993 - You're The One That I Want (duet z Deborah Gibson)
- 1993 - Grease
- 1995 - Hear The World Cry ("Craig McLachlan & The Culprits")
- 1995 - If We Were Angels / Roxy' ("Craig McLachlan & The Culprits")
- 1995 - Everyday ("Craig McLachlan & The Culprits")

### wideo
- 1990 - Craig McLachlan & Check 1-2: The Video (teledyski do utworów: "Mona", "Amanda", "Rock The Rock" i "I Almost Felt Like Crying")

## Wybrana filmografia

### Seriale
- 1986: Synowie i córki (Sons and Daughters) jako student
- 1987-89: Sąsiedzi (Neighbours) jako Henry Ramsay
- 1990–91: Zatoka serc (Home and Away) jako Grant Mitchell
- 1995–99: Na podsłuchu (Bugs) jako Ed Russell
- 2004: Córki McLeoda (McLeod's Daughters) jako Kane Morgan
- 2011: Ekipa ratunkowa (Rescue: Special Ops) jako Hayden Bradley
- 2011: Agenci NCIS: Los Angeles (NCIS: Los Angeles) jako Clifford Bosworth
- 2008-2009: Chata pełna Rafterów (Packed to the Rafters) jako Steve Wilson
- 2012: Chata pełna Rafterów (Packed to the Rafters) jako Steve Wilson